# Filips van Artevelde

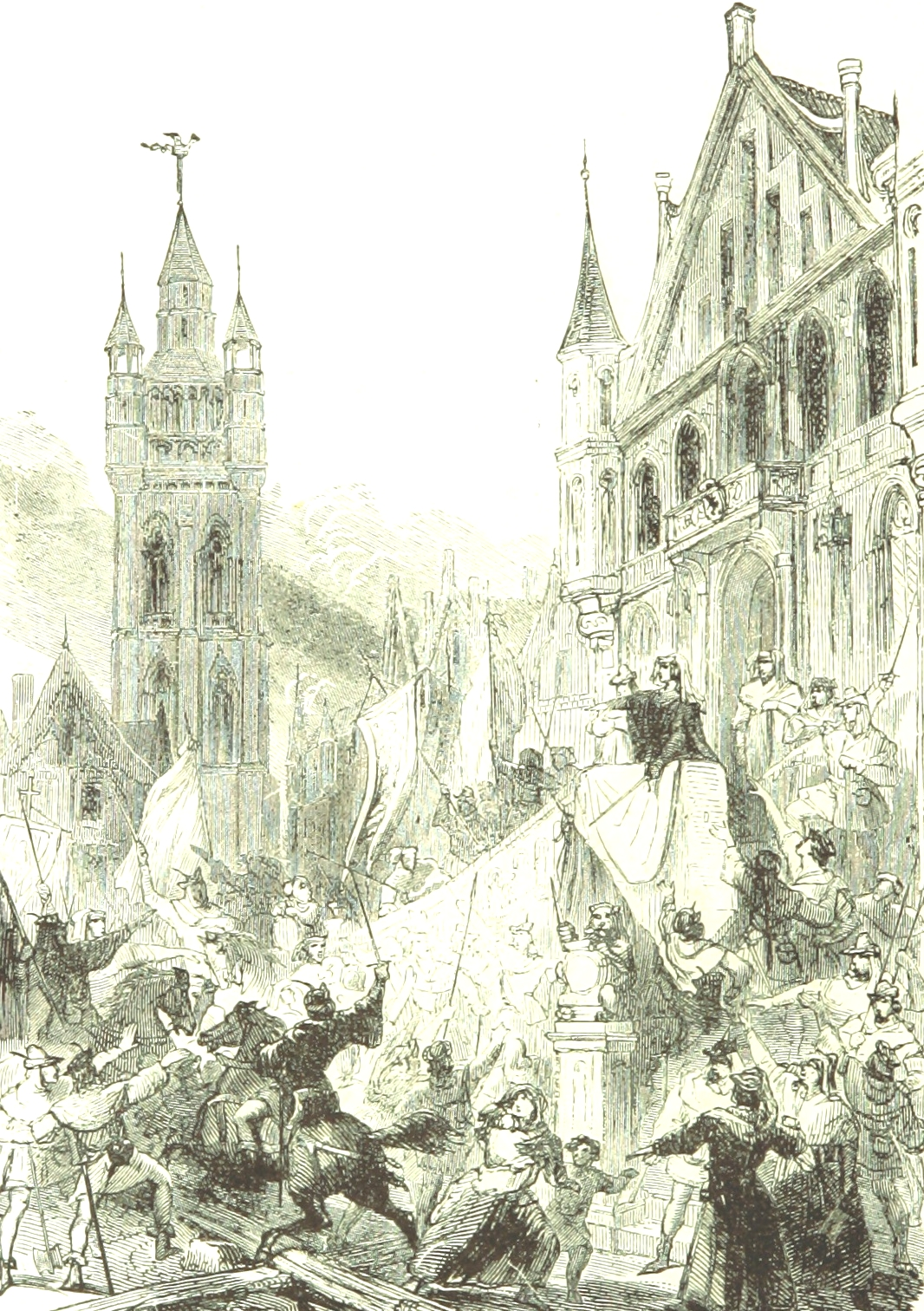
Filips van Artevelde roept de Gentenaars op Brugge aan te vallen

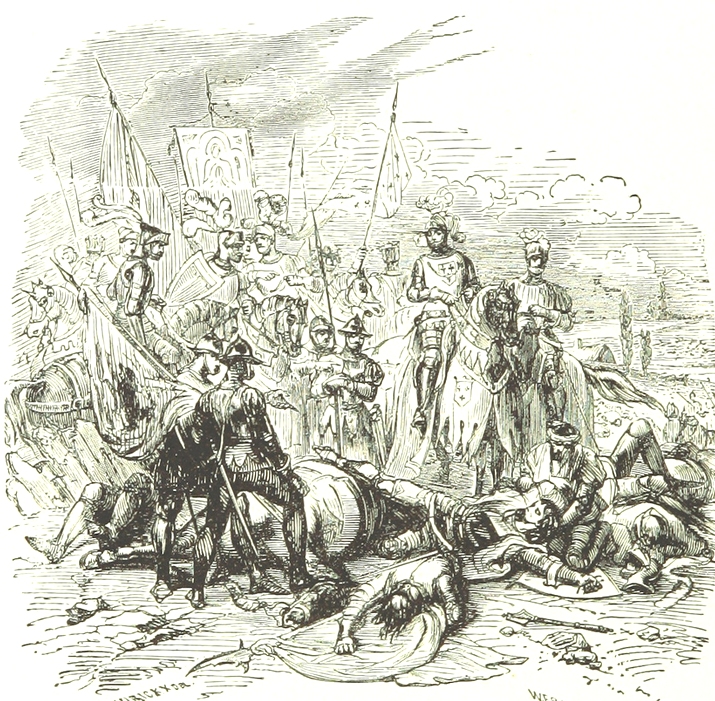
Het lijk van Filips van Artevelde bij de Slag van Westrozebeke

Filips van Artevelde (uitspraakⓘ) (Gent, 18 juli 1340 - Westrozebeke, 27 november 1382) was een lakenhandelaar die tijdens de Gentse Opstand in 1382 uitgeroepen werd tot leidsman van Gent en ruwaard van Vlaanderen. Filips' volkse bijnaam "Lippe de Loddere" kan op vele wijzen worden verklaard: rebel, libertijn of ketter.
Hij was een zoon van Jacob van Artevelde. Na de moord op zijn vader (in 1345) verkreeg Filips samen met zijn broers Jan en Jacob asiel in Engeland. Na het tekenen van het vredesverdrag van Brétigny tussen Eduard III van Engeland en Jan II van Frankrijk keerde hij in 1360 terug naar Gent.
In hun opstand (begonnen in 1379) tegen graaf Lodewijk II van Male hadden de Gentenaars talrijke militaire mislukkingen opgelopen. Nadat verschillende verzoeningspogingen telkens op een mislukking waren uitgelopen, nam Filips op 24 januari 1382 de leiding van Gent en de Gentse strijdkrachten op zich.
Na mislukte onderhandelingen te Doornik met de Luikse bisschop, de Luikse steden, hertogin Johanna van Brabant en zelfs met de Franse koning met de bedoeling de vrede te herstellen, ondernam van Artevelde een verrassingsaanval op de aanhangers van de graaf, die hij op 3 mei 1382 in de Slag op het Beverhoutsveld te Oedelem versloeg. Brugge, een belangrijk bolwerk van Lodewijk van Male, werd door de Gentenaars ingenomen, waardoor de blokkade van Gent werd doorbroken en het Zwin werd vrijgemaakt. Geheel het graafschap Vlaanderen, op Dendermonde en Oudenaarde na, kwam nu op de hand van de rebellen, en Filips werd aangesteld tot ruwaard van Vlaanderen. Hij herstelde het contact met Holland en Zeeland en knoopte handelsrelaties met Engeland aan. Maar door bemiddeling van Filips de Stoute, de schoonzoon van Lodewijk van Male, die in de voogdijraad zat van zijn neef, de jonge Franse koning Karel VI, stuurde Karel een leger naar Vlaanderen, dat op 23 november 1382 te Komen een eerste overwinning behaalde en vier dagen later, op 27 november de Vlamingen bij de Slag bij Westrozebeke versloeg. Filips van Artevelde sneuvelde in deze slag, en zijn lijk werd op een rad tentoongesteld.
Ook na zijn dood bleef Gent vechten voor haar vrijheid en privileges, ook onder de hertogen van Bourgondië tot in december 1385 de Vrede van Doornik werd getekend tussen Gent en Filips de Stoute, de nieuwe graaf van Vlaanderen na de dood van zijn schoonvader in 1384.